# 10310 Delacroix
10310 Delacroix è un asteroide della fascia principale. Scoperto nel 1990, presenta un'orbita caratterizzata da un semiasse maggiore pari a 2,3409357 UA e da un'eccentricità di 0,1119604, inclinata di 3,31341° rispetto all'eclittica. È dedicato al pittore francese Eugène Delacroix.